# Pseudorana
Pseudorana es un género de anfibios anuros de la familia Ranidae. Fue descrito por primera vez por Liang Fei, Chang-yuan Ye —ambos del Instituto de Biología de Chengdu, Academia Sinica— y Yong-zhao Huang —del Museo de Historia Natural en Chongqing—, en 1990 a partir de un ejemplar de Rana weingingensis Liu, Hu y Yang, 1962.
De las dos especies que componen este género, una se encuentra catalogada como vulnerable en la Lista Roja de la UICN y de la otra no hay datos suficientes.

## Distribución
Es un género endémico de China: oeste de la provincia de Guizhou, sur de Sichuan, noroeste de Hunan y norte de Yunnan.

## Sistemática y Taxonomía
En 1992 Alain Dubois —del Museo Nacional de Historia Natural de Francia— lo consideró subgénero de Rana, pero en 2007 Jing Che —de la Universidad de Sichuan y de la Academia China de las Ciencias— y colaboradores lo volvieron a situar como género independiente. Bryan L. Stuart —del Museo Field de Historia Natural— lo considera un género hermano de Lithobates.

### Especies
Se reconocen dos especies según ASW:
- Pseudorana sangzhiensis (Shen, 1986)
- Pseudorana weiningensis (Liu, Hu & Yang, 1962)

Otras dos especies que en ocasiones se han considerado como pertenecientes a este género son Rana sauteri y Rana johnsi, ambas también del sureste asiático.